# Erik Wallenberg
Karl Erik Sven Wallenberg, född 25 december 1915 i Sala stadsförsamling, Västmanlands län, död 18 oktober 1999 i Lunds Allhelgonaförsamling, Skåne län, var en svensk forskare och uppfinnare.

## Biografi
Erik Wallenberg var son till Sven Edvard Wallenberg (1877–1949) från Kolbäck och Maria Karolina Erickson från Eskilstuna (1878–1970). Efter studentexamen i Eskilstuna 1937 blev han 1942 forskningsassistent vid Perstorp AB där han ägnade sig åt isolit. Bara ett år senare anställdes han som laboratoriechef vid Åkerlund & Rausing.
Såsom anställd på nuvarande Tetra Pak uppfann han 1944 den första Tetra Pak-förpackningen i form av en tetraeder. Ingenjörsvetenskapsakademien tilldelade honom 1991 Stora guldmedaljen ”för hans idé och insatser i utvecklingen av förpackningssystemet Tetra Pak”.
Wallenberg var gift med lantbrukardottern Anna Nilsson.